# Пропаганда (книга)
Книга «Пропаганда» (англ. Propaganda), написана Едвардом Бернейзом 1928 року, поєднала літературу з галузі суспільних наук і психологічної маніпуляції у дослідженні методів суспільної комунікації. Бернейз написав цю книгу у відповідь на успіх деяких своїх попередніх робіт, зокрема «Кристалізація громадської думки» (1923) та «Консультант зі зв’язків з громадськістю» (1927). «Пропаганда» досліджувала психологію маніпулювання масами, а також здатність використовувати символічні дії та пропаганду для впливу на політику, здійснення соціальних змін і просування гендерної та расової рівності.
Волтер Ліппман був неофіційним американським наставником Бернейза, а його праця «Примарна публіка» значно вплинула на ідеї, викладені у «Пропаганді», виданій через рік. Ця книга утвердила Бернейза в історії медіа як «батька зв’язків з громадськістю».

## Зміст
Розділи з першого по шостий розглядають складні взаємозв’язки між людською психологією, демократією та корпораціями. Головна теза Бернейза полягає в тому, що "невидимі" люди, які створюють знання та пропаганду, керують масами, маючи монополію на формування думок, цінностей та громадянської реакції. "Конструювання згоди" мас є, на його думку, життєво важливим для виживання демократії.  Бернейз пояснює:
"Свідома та розумна маніпуляція організованими звичками і думками мас є важливим елементом демократичного суспільства. Ті, хто керує цим невидимим механізмом суспільства, складають невидимий уряд, який є справжньою правлячою силою в нашій країні. Ми керовані, наші думки формуються, наші смаки створюються, наші ідеї навіюються, здебільшого людьми, про яких ми ніколи не чули."
Бернейз поширює цей аргумент на економічну сферу, визнаючи позитивний вплив пропаганди на капіталізм:
"Одна-єдина фабрика, що потенційно здатна постачати весь континент своєю продукцією, не може дозволити собі чекати, поки публіка сама попросить її товар; вона повинна підтримувати постійний зв'язок із широким загалом через рекламу та пропаганду, щоб забезпечити собі безперервний попит, який один лише може зробити її дороге виробництво прибутковим."
Бернейз надає великого значення здатності пропагандиста (яким він вважав і себе самого) розкривати мотиви людських бажань, а не просто причини, які людина може свідомо назвати. Він стверджує: "Думки та дії людини є компенсаторними замінниками бажань, які вона була змушена пригнічувати." На його думку, пропаганда може стати ще ефективнішою та впливовішою, якщо виявити приховані мотиви авдиторії. Він також зазначає, що емоційна реакція, яка є невід'ємною частиною пропаганди, обмежує вибір авдиторії, створюючи бінарне мислення, що, зі свого боку, веде до швидших та енергійніших реакцій. Останні п'ять розділів книги здебільшого повторюють раніше висловлені ідеї та наводять кейси, що демонструють, як можна ефективно використовувати пропаганду для просування прав жінок, освіти та соціальних послуг.